# Saló
Saló ([saˈlɔ], en italiano Salò) es un municipio italiano de unos 10 000 habitantes de la provincia de Brescia en Lombardía.
Ubicada a la orilla del lago de Garda, Saló es ahora una importante localidad turística pero, en el pasado, desde el 23 de septiembre de 1943 hasta el 25 de abril de 1945 fue la capital de facto de la República Social Italiana (en italiano, Repubblica di Salò).

## Lugares de interés
- El duomo, es decir la Catedral, dedicada a la Asunción de María. En el interior, pinturas del Romanino, del Moretto, de Zenon Veronese y de Paolo Veneziano. Hay además frescos de Antonio Vassilacchi.
- El casco antiguo y su paseo a lo largo del lago.
- El Palacio del podestà, ahora Ayuntamiento.
- El Parque Alto Garda Bresciano, espacio natural protegido por la Región Lombardía.

## Deportes
El club de fútbol local es el Feralpisalò, y juega en la segunda categoría del fútbol italiano, la Serie B. Sus encuentros de localía los lleva a cabo en el Estadio Lino Turina cuyo aforo es de 2.364 espectadores.

## Evolución demográfica
| Gráfica de evolución demográfica de Saló entre 1861 y 2001 |
|                                                            |
| Fuente ISTAT - elaboración gráfica de Wikipedia            |

## Galería

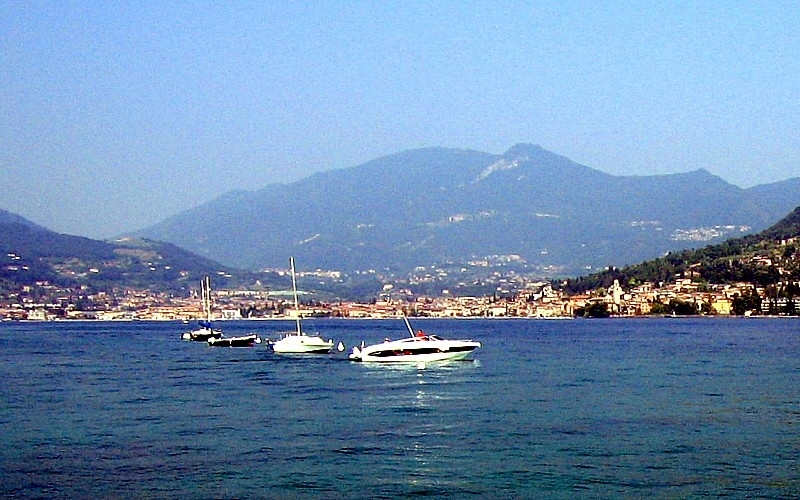
Bahía de Saló
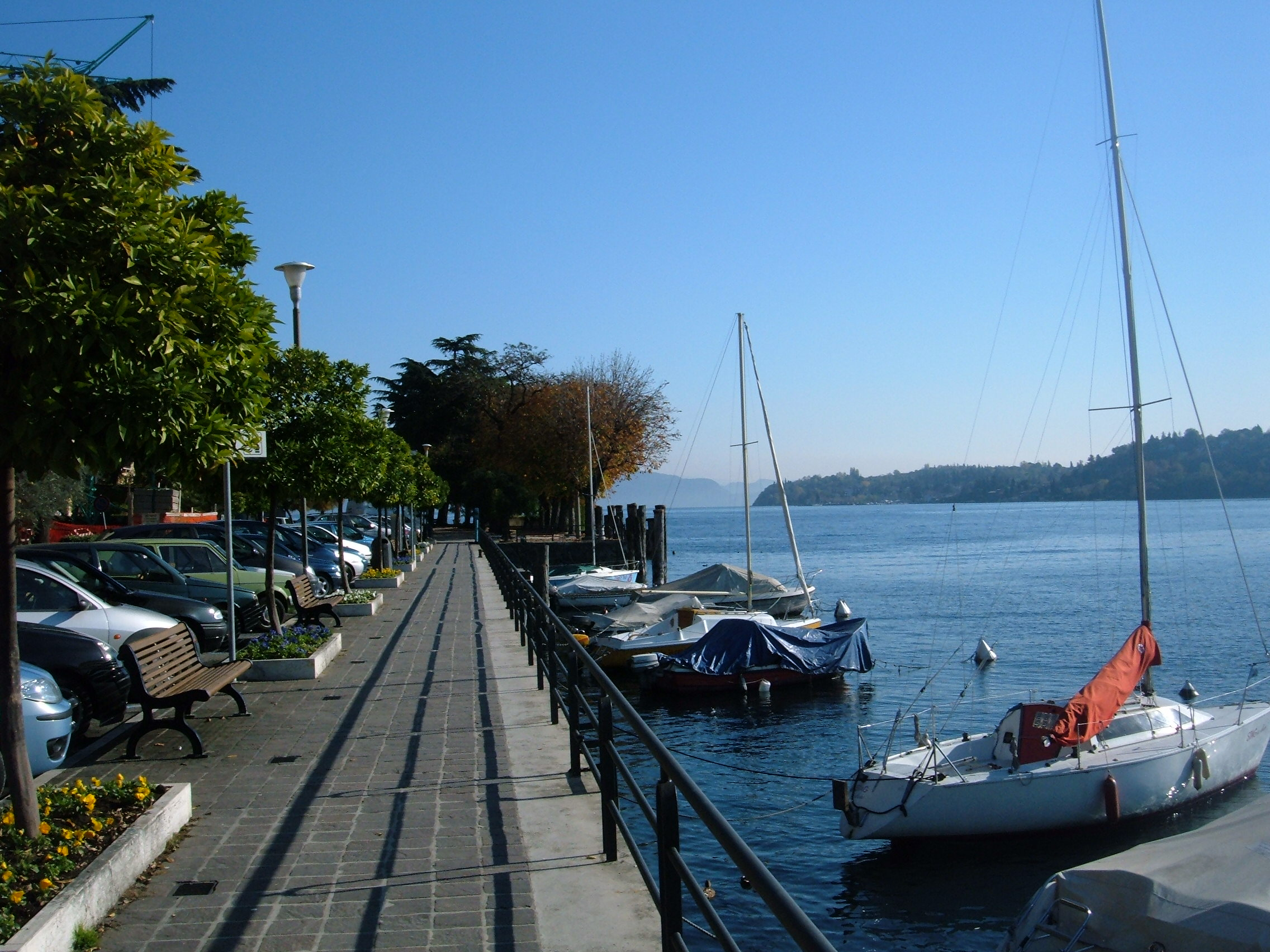
Paseo a lo largo del lago
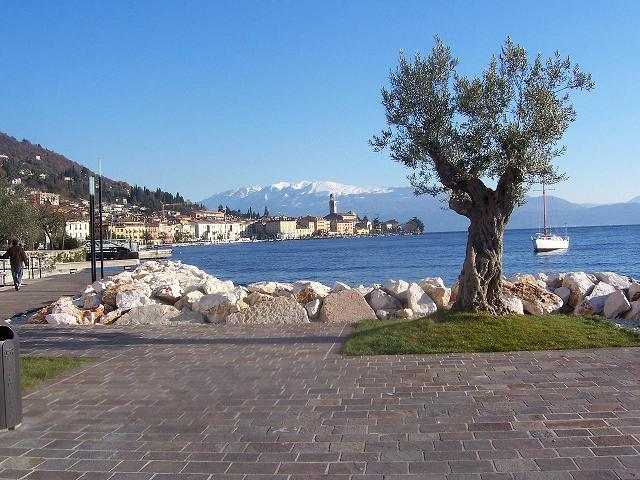
Panorama con el Monte Baldo
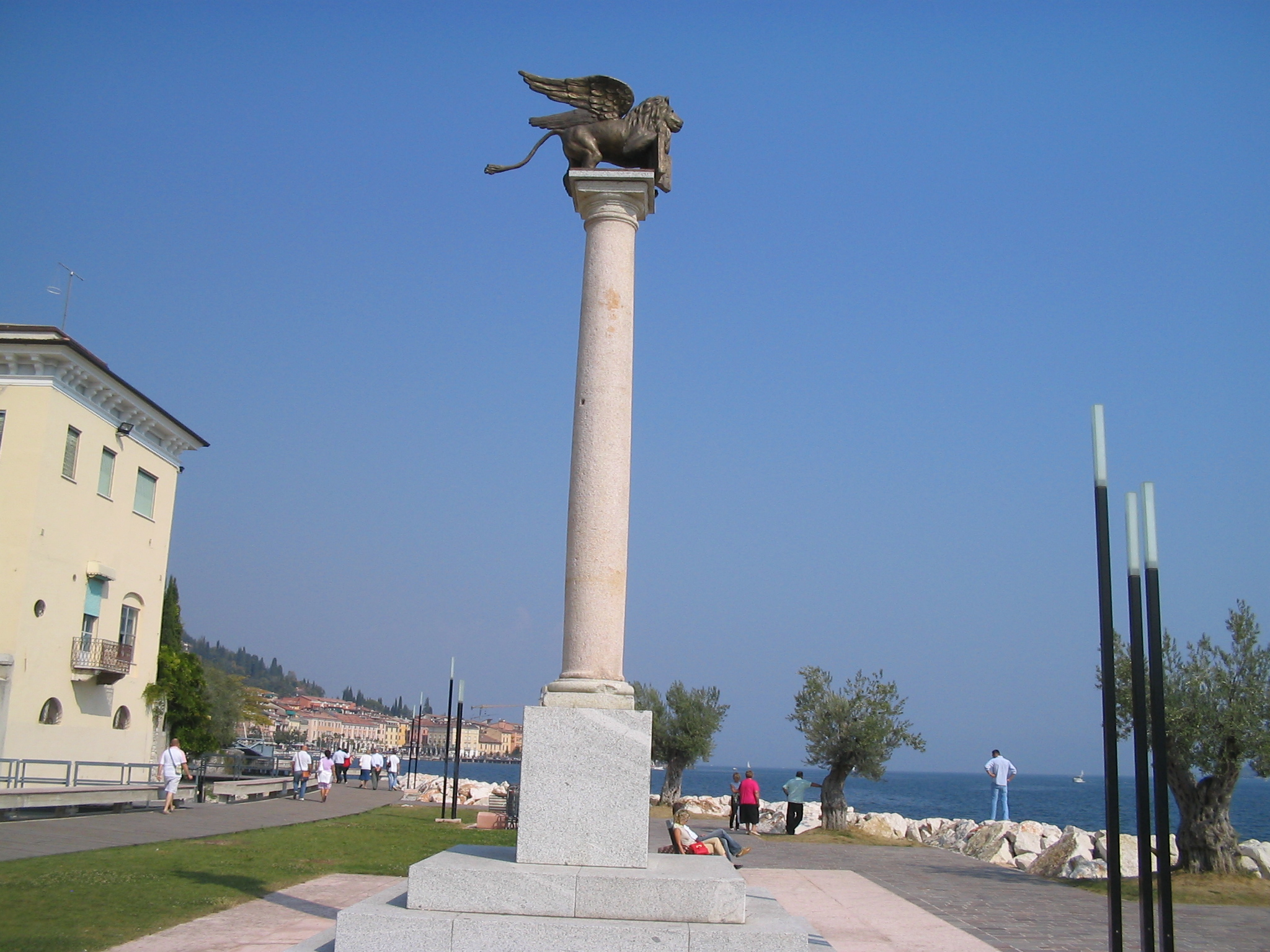
Columna con el león de San Marco

- Datos: Q111705
- Multimedia: Salò / Q111705

1. ↑  Worldpostalcodes.org, código postal n.º 25087.
2. ↑  «Codici Catastali». Comuni-italiani.it (en italiano). Consultado el 29 de abril de 2017.